# Rhynchocinetes typus
El camarón de roca o camarón de playa (Rhynchocinetes typus) es una especie de crustáceo decápodo del infraorden Caridea propio de Sudamérica, Australia y Nueva Zelanda. Vive en la zona submareal, en grupos numerosos entre los espacios que dejan las rocas, también se pueden encontrar sobre las rocas.

## Distribución geográfica
- Océano Pacífico: Chile (Iquique, Cavancha, Antofagasta, Caldera, Coquimbo, Viña del Mar, Valparaíso), Perú (Lobos de Afuera), Ecuador (Galápagos), Nueva Zelanda, Australia.

- Océano Atlántico: Brasil (Ubatuba, São Paulo).

- Datos: Q4470743
- Multimedia: Rhynchocinetes typus / Q4470743